# Sous-espèces de Gallus gallus
Ceci est un article détaillé concernant les sous-espèces du Coq bankiva (Gallus gallus) ou Coq doré :

## Caractéristiques communes
- Couleur du plumage : Coq : doré (comme le coq gaulois) de clair à foncé selon les sous-espèces ; Poule : saumonée ou perdrix selon les sous-espèces.
- Poids : Coq :  1 à 1,2 kg ; Poule :  500 à 800 g
- Couleur des yeux : rouge-orangé
- Œufs à couver : env. 35 g, coquille généralement crème
- Diamètre des bagues (pour les sujets maintenus par l'homme) : Coq : 14 mm ; Poule : 11 à 12 mm

## Description des sous-espèces

### Gallus gallus bankiva
C'est celui dont le plumage est le moins développé : les plumes sont courtes, larges, arrondies et les lancettes peu développées. C'est la ssp. qui par sa silhouette est la plus éloignée de la forme domestique.
- Origine : Bali, Java et Sumatra
- Crête  simple, petite
- Oreillons : rouges

- Maintient en captivité : cette sous-espèce vit dans son milieu naturel sous des températures d'environ 30 °C toute l'année, il faut donc sous les latitudes tempérées chauffer la volière en hiver afin de les maintenir en bonne condition.

### Gallus gallus gallus
Le coq ressemble de race Naine Allemande en variété doré, la poule est saumonée
- Origine : Cambodge et de Cochinchine (sud du Viêt Nam)
- Crête  simple, taille moyenne
- Oreillons : grands et blancs
- Couleur des Tarses : gris-ardoise
- Couleur du plumage : doré saumoné (dos de la poule plus clair que chez les races domestiques, presque blanc)

- Maintien en captivité : Cette sous espèce vit dans son milieu naturel sous des températures d'environ 26 °C toute l'année, il faut donc sous les latitudes tempérées chauffer la volière en hiver afin de les maintenir en bonne condition.

### Gallus gallus jabouillei
Les plumes de la queue (faucilles et lancettes) sont peu développées.
C'est la sous-espèce dont le plumage est le plus sombre, les parties dorée et cuivrées sont remplacées par du rouge sombre et de l'acajou.
- Origine : Tonkin (nord du Viêtnam) et sud de la Chine
- Crête : simple, taille moyenne
- Oreillons : rouges

- Maintien en captivité : Cette sous-espèce vit dans un milieu tempéré et humide, elle s'acclimate bien en Europe.

### Gallus gallus murghi
C'est la sous espèce dont le plumage est moyennement développé et est le plus clair ; le camail est jaune doré à orangé avec au centre de chaque plume une flamme noire. les lancettes sont orangé clair.
- Origine : nord de l'Inde
- Crête : simple, taille moyenne
- Oreillons : blancs

- Maintien en captivité : C'est la  sous-espèce qui vit aux plus hautes latitudes, certaines populations même sur les contreforts de l'Himalaya. Elle s'acclimate bien en Europe.

### Gallus gallus spadiceus

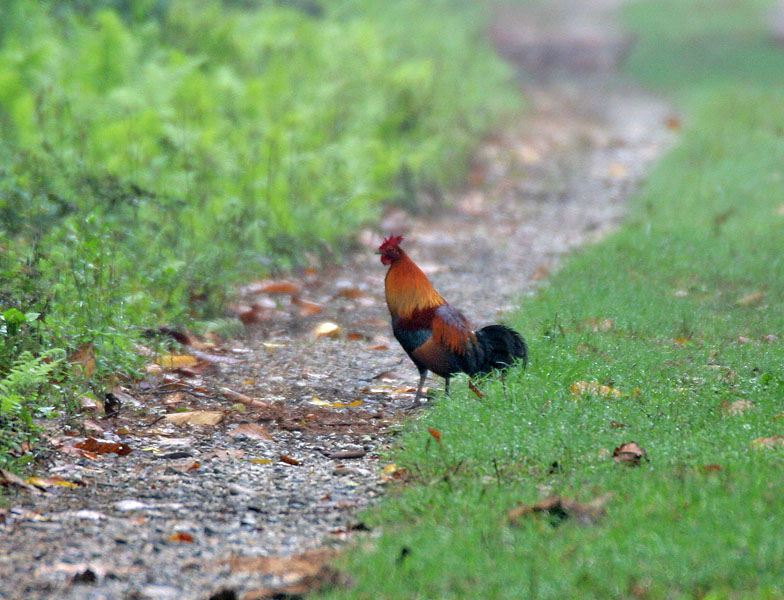
Coq Gallus gallus spadiceus.

Le plumage est doré moyen, les (faucilles et les lancettes) sont courtes.
- Origine : Birmanie, haut Laos, Siam et Malaisie.
- Crête : simple, taille moyenne
- Oreillons : petits, rouges

- Maintien en captivité : Dans une volière chauffée en hiver.

### Gallus gallus domesticus
La sous-espèce domestique comprend plusieurs races d'origines et d'apparences très variées  :